# Монголски езици
Монголските езици са семейство езици, които се говорят в Средна и Източна Азия. Обикновено се включват в алтайското езиково семейство заедно с тюркските езици и тунгусо-манджурските езици. Най-разпространеният език от това семейство е монголският език, който е официален в Монголия. Калмикският език е единственият език от монголското езиково семейство, който се говори в Европа, в руската автономна република Калмикия.
Монголските езици са сравнително близки в речниковия си състав. Обособяват се от монголския праезик около 5 век. Старомонголският език има писменост от 12 век.

## Класификация
- Централномонголски езици:
  - Монголски език (халха-монголски), официален в Монголия.
  - Ордоски диалект
  - Бурятски език, разпространен в Монголия и Русия.
  - Даурски език
  - Хамнигански език
- Западномонголски езици:
  - Калмикски език (диалекти: торгутски, дорбетски, олотски, хошутски)
  - Дархадски език
- Южномонголски езици:
  - Монгорски език (ту) – силно повлиян от китайския и тибетския език.
  - Баоански език
  - Дунсянски език
  - Шира-югурски език
  - Моголски език – малцинствен език в Афганистан.